# No One's Gonna Change Our World
No One's Gonna Change Our World är en LP-skiva utgiven i Storbritannien den 12 december 1969 av Världsnaturfonden till förmån för dess eget arbete. Det var ett samlingsalbum med diverse artister. Både nya och tidigare utgivna inspelningar fanns med. Mest känd är kanske skivan för inledningsspåret - den första utgivna versionen av The Beatles' låt Across the Universe, som också givit namn åt albumet, genom versraden "Nothing's gonna change my world..."
Albumet gavs ut av EMI på etiketten Regal Starline SRS 5013 (1E 048 o 04279). Skivan kom ut i stereo. En del artister medverkade med tillstånd från andra skivbolag som till exempel Polydor och Philips. Omslaget bestod av en tecknad panda (Världsnaturfondens symbol) i färg och en stor svartvit teckning av de medverkande artisterna gjord av konstnären Michael Grimshaw. Baksidestexten är skriven av den brittiske prinsgemålen Philip, hertig av Edinburgh, som också är den ende som är avbildad på foto. Prins Philip skriver att idén till skivan väcktes av komikern Spike Milligan på ett möte på Buckingham Palace den 21 december 1967.

## Låtlista
Sid 1
1. The Beatles: Across the Universe (Lennon-McCartney) 1969
2. Cilla Black: What The World Needs Now Is Love (Bacharach-David) 1968
3. Rolf Harris: Cuddly Old Koala (Harris) (from "Survival", Anglia Television's Documentary Series) 1966
4. The Hollies: Wings (Allan Clarke-Graham Nash) 1969
5a. Spike Milligan: Ning Nang Nong (Milligan-Edgington) 1969
5b. Spike Milligan: The Python (Milligan-Edgington) 1969
Sid 2
1. The Bee Gees: Marley Purt Drive (Barry, Robin & Maurice Gibb) 1969
2. Lulu: I'm a Tiger (R. Scott-M. Wilde) 1968
3. Dave Dee, Dozy, Beaky, Mick and Tich: Bend It (Howard Blaikley) 1966
4. Cliff Richard & The Shadows: In The Country (Marvin-Welch-Rostill-Bennett) 1967
5. Bruce Forsyth: When I See an Elephant Fly (Wallace-Washington) 1960
6. Harry Secombe: Land of My Fathers (Alaw-James) 1958